# Coppa del Mondo di inseguimento
La Coppa del Mondo di inseguimento è una delle Coppe di specialità che vengono assegnate nell'ambito della Coppa del Mondo di biathlon, a partire dalla stagione 1997, dall'International Biathlon Union.
La classifica viene stilata tenendo conto solo dei risultati delle gare di inseguimento disputate nel circuito; alla fine della stagione lo sciatore e la sciatrice con il punteggio complessivo più alto vincono la Coppa del Mondo di specialità. Il trofeo consegnato al vincitore è una sfera di cristallo, che rappresenta il mondo, su un piedistallo. Ha la stessa forma, ma con dimensioni più piccole, del trofeo spettante ai vincitori della Coppa del Mondo di biathlon.

## Formula della competizione
Le partenze dei biatleti sono separate dalla differenza dei tempi della gara precedentemente completata, nel modo più comune una sprint. I contendenti sciano una distanza di 12,5 km su cinque giri di gara. Su quattro di questi giri i biatleti sparano ai bersagli; ogni errore richiede all'atleta un giro di penalità della lunghezza di 150 metri. Nella competizione di disputano due prove nella posizione sdraiata e due nella posizione in piedi, in questo ordine. Lo sciatore che taglia per primo il traguardo è il vincitore della gara.
Per evitare uno scomodo e pericoloso affollamento degli anelli di fondo, e una sovrapresenza al poligono di tiro, le gare di Coppa del Mondo a inseguimento si disputano con i soli 60 migliori atleti della gara precedente. I biatleti sparano al poligono nella piazzola che corrisponde alla posizione in cui giungono ai bersagli.
I punti sono assegnati per ogni competizione; quando sono stati completati tutti gli eventi, il concorrente con il più alto numero di punti è dichiarato vincitore della Coppa del Mondo di inseguimento.

## Albo d'oro
| Stagione | Uomini                 | Uomini      | Donne                 | Donne       |
| Stagione | Vincitore              | Nazionalità | Vincitrice            | Nazionalità |
| -------- | ---------------------- | ----------- | --------------------- | ----------- |
| 1997     | Viktor Majgurov        | Russia      | Magdalena Forsberg    | Svezia      |
| 1998     | Sven Fischer           | Germania    | Magdalena Forsberg    | Svezia      |
| 1999     | Raphaël Poirée         | Francia     | Alena Zubrylava       | Ucraina     |
| 2000     | Ole Einar Bjørndalen   | Norvegia    | Magdalena Forsberg    | Svezia      |
| 2001     | Raphaël Poirée         | Francia     | Magdalena Forsberg    | Svezia      |
| 2002     | Raphaël Poirée         | Francia     | Magdalena Forsberg    | Svezia      |
| 2003     | Ole Einar Bjørndalen   | Norvegia    | Martina Beck          | Germania    |
| 2004     | Raphaël Poirée         | Francia     | Liv Grete Poirée      | Norvegia    |
| 2005     | Sven Fischer           | Germania    | Sandrine Bailly       | Francia     |
| 2006     | Ole Einar Bjørndalen   | Norvegia    | Kati Wilhelm          | Germania    |
| 2007     | Dmitrij Jarošenko      | Russia      | Kati Wilhelm          | Germania    |
| 2008     | Ole Einar Bjørndalen   | Norvegia    | Sandrine Bailly       | Francia     |
| 2009     | Ole Einar Bjørndalen   | Norvegia    | Kati Wilhelm          | Germania    |
| 2010     | Martin Fourcade        | Francia     | Magdalena Neuner      | Germania    |
| 2011     | Tarjei Bø              | Norvegia    | Kaisa Mäkäräinen      | Finlandia   |
| 2012     | Martin Fourcade        | Francia     | Dar″ja Domračava      | Bielorussia |
| 2013     | Martin Fourcade        | Francia     | Tora Berger           | Norvegia    |
| 2014     | Martin Fourcade        | Francia     | Kaisa Mäkäräinen      | Finlandia   |
| 2015     | Martin Fourcade        | Francia     | Kaisa Mäkäräinen      | Finlandia   |
| 2016     | Martin Fourcade        | Francia     | Gabriela Soukalová    | Rep. Ceca   |
| 2017     | Martin Fourcade        | Francia     | Laura Dahlmeier       | Germania    |
| 2018     | Martin Fourcade        | Francia     | Anastasija Kuz'mina   | Slovacchia  |
| 2019     | Johannes Thingnes Bø   | Norvegia    | Dorothea Wierer       | Italia      |
| 2020     | Émilien Jacquelin      | Francia     | Tiril Eckhoff         | Norvegia    |
| 2021     | Sturla Holm Lægreid    | Norvegia    | Tiril Eckhoff         | Norvegia    |
| 2022     | Quentin Fillon Maillet | Francia     | Marte Olsbu Røiseland | Norvegia    |
| 2023     | Johannes Thingnes Bø   | Norvegia    | Julia Simon           | Francia     |
| 2024     | Johannes Thingnes Bø   | Norvegia    | Lisa Vittozzi         | Italia      |
| 2025     | Sturla Holm Lægreid    | Norvegia    | Lou Jeanmonnot        | Francia     |

### Sciatori più vittoriosi
| Coppe | Vincitore            | Nazione  |
| ----- | -------------------- | -------- |
| 8     | Martin Fourcade      | Francia  |
| 5     | Ole Einar Bjørndalen | Norvegia |
| 4     | Raphaël Poirée       | Francia  |
| 3     | Johannes Thingnes Bø | Norvegia |
| 2     | Sven Fischer         | Germania |
| 2     | Sturla Holm Lægreid  | Norvegia |

### Sciatrici più vittoriose
| Coppe | Vincitrice         | Nazione   |
| ----- | ------------------ | --------- |
| 5     | Magdalena Forsberg | Svezia    |
| 3     | Kaisa Mäkäräinen   | Finlandia |
| 3     | Kati Wilhelm       | Germania  |
| 2     | Sandrine Bailly    | Francia   |
| 2     | Tiril Eckhoff      | Norvegia  |